# Jeblog (Karanganom)
Jeblog is een bestuurslaag in het regentschap Klaten van de provincie Midden-Java, Indonesië. Jeblog telt 1217 inwoners (volkstelling 2010).